# Deporte en Albacete
Albacete cuenta con numerosos clubes e importantes instalaciones deportivas, que han albergado grandes eventos del mundo del deporte.

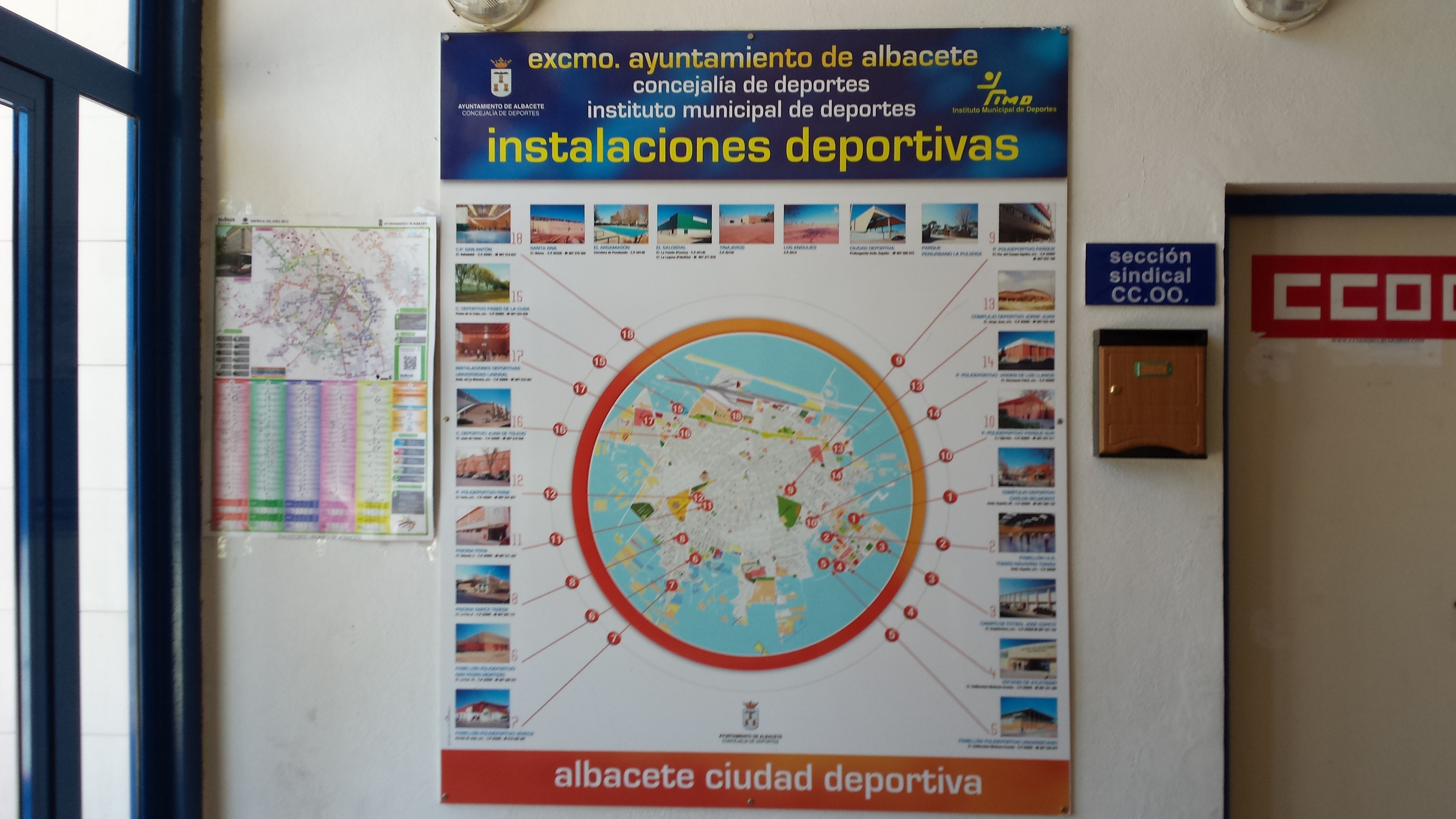
Instalaciones deportivas de Albacete.

## Entidades y clubes deportivos
Fútbol
El primer club de fútbol de la ciudad de Albacete, fue el Club Deportivo Albacete, fundado en 1917 por Franklin Albricias Goetz (pastor protestante que posteriormente ostentó varios cargos políticos), aunque desapareció durante la Guerra Civil. No obstante, en los años siguientes surgirán en la capital otros equipos de carácter aficionado (Hispania Fútbol Club, Real Ritz, Club Deportivo Nacional, siendo este último el primero en federarse), que seguirán mostrando el interés que dicho deporte despertaba en Albacete.

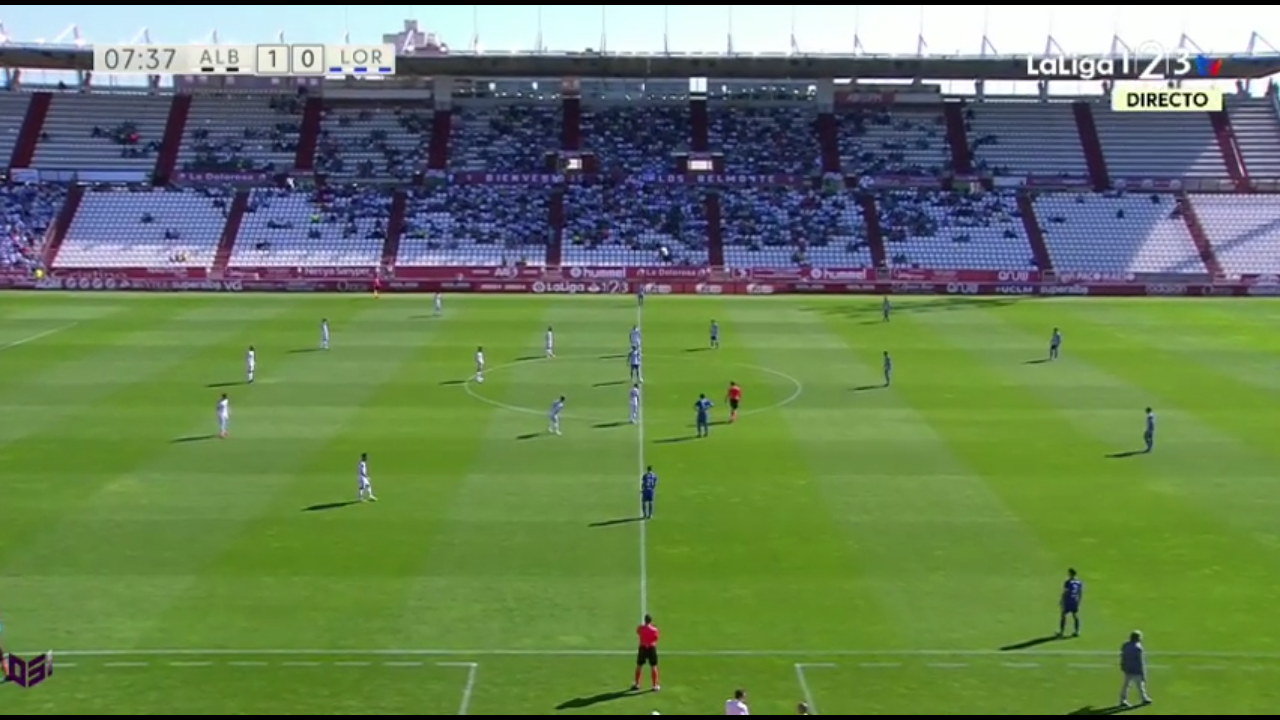
Estadio Carlos Belmonte.

Con posterioridad, ya en los años veinte, surgen varios otros equipos (como el Tauromaquia, Siberia, Chevalier, Real Unión Deportiva, Club Cinegético y Unión Deportiva Albacete), que dejarán paso en 1925 al Albacete Fútbol Club, que se convertirá en el equipo más potente de la ciudad y cuyos encuentros se disputaban en un campo situado en el actual Paseo de la Cuba.
Actualmente el equipo más laureado de la ciudad es el Albacete Balompié, que juega en Segunda División tras haber disputado 7 temporadas en Primera División.
Su historia se remonta al 1 de agosto de 1940 cuando se crea el actual Albacete Balompié, fundado por Antonio Tabernero, Pedro Monzón y Antonio Lozano, y cuyo primer presidente fue Antonio Lozano Matarredona, siendo histórico su ascenso en 1948 a Segunda División por primera vez. Ya en 1959, tanto el ayuntamiento de la capital, como el arquitecto Carlos Belmonte se implican en la construcción del estadio actual, el Estadio Carlos Belmonte, que se construyó en un tiempo récord (1959-1960), puesto que hasta entonces se venía jugando en el Campo de los Mártires de menores dimensiones. En 1991, de la mano de Benito Floro el club accede por primera vez a la Primera división, logro que volvería a conseguir en la temporada 2002-2003.
Otros deportes

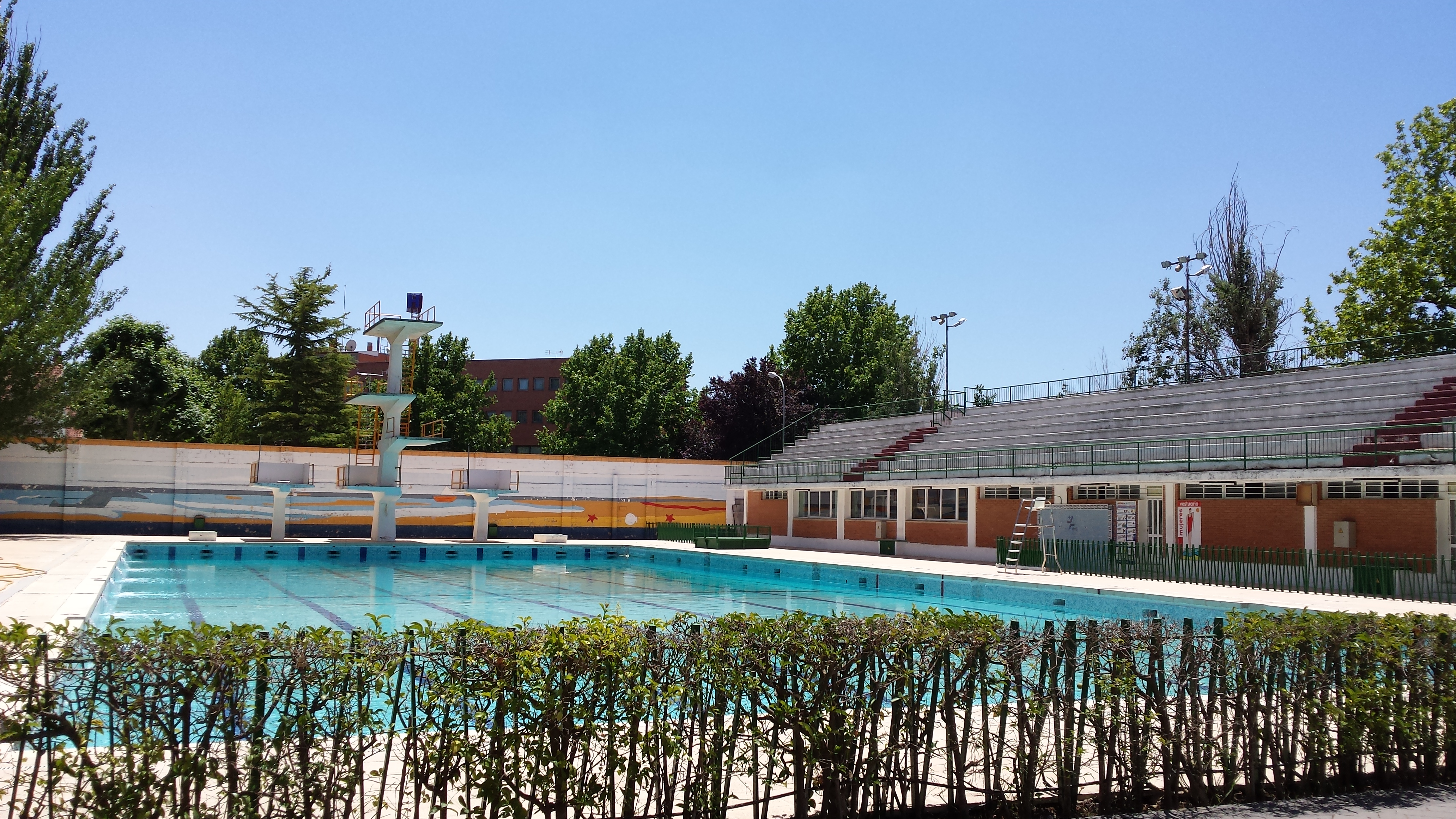
Piscina olímpica de verano del Complejo Deportivo Carlos Belmonte.

Al margen de los deportes que se practican en las instalaciones municipales, la ciudad cuenta, entre otras, con las siguientes entidades deportivas: Club Voleibol Albacete, Albacete Fútbol Sala, Albacete Basket, Club Atletismo Albacete, Club Natación Albacete, CDE Waterpolo Albacete, Club de Golf Las Pinaillas, ADEVA Albacete, Club de Rugby Albacete  Archivado el 8 de enero de 2014 en Wayback Machine., Club de Tenis de Albacete, Club Albacetense Tiro de Precisión, Centro Excursionista de Albacete, Boxeo Santaolaya, Boxing Club Javier Romero, Gimnasio Formas Boxeo, Aeroclub de Albacete o Club de Patinaje de Albacete Patinalba.

## Eventos deportivos

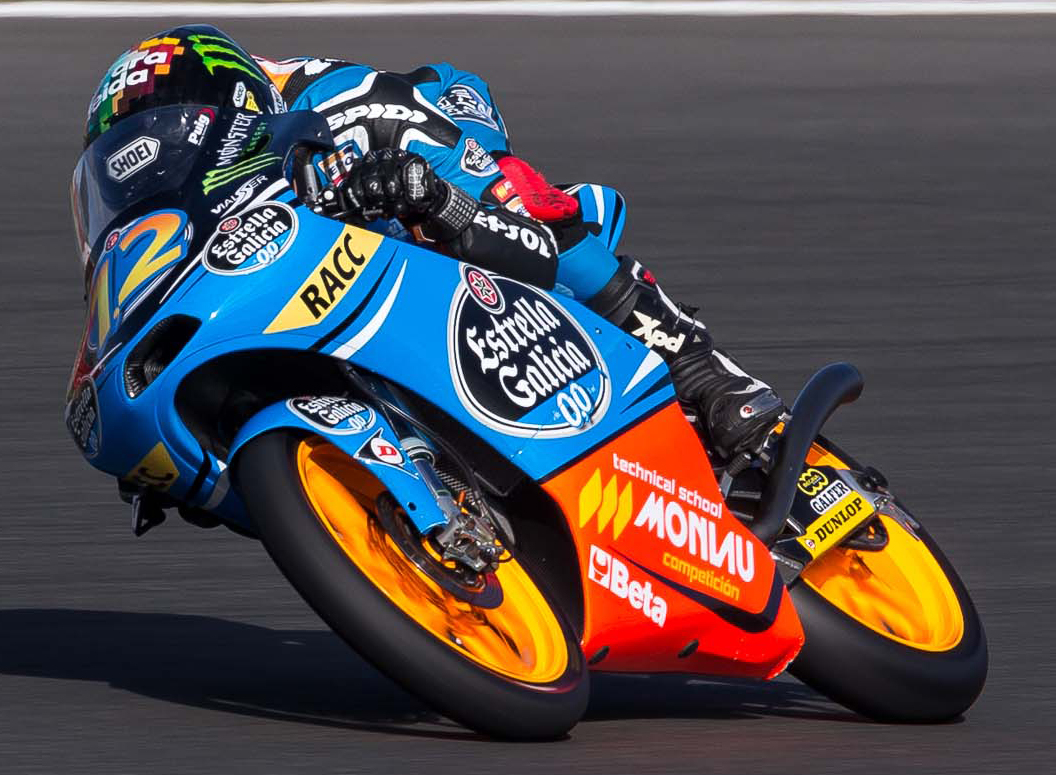
Alex Márquez rodó en Albacete en sus inicios.

La ciudad alberga todos los años, en el Circuito de Albacete, pruebas importantes como el FIM CEV International Championship. A lo largo de su historia, el trazado albaceteño ha acogido pruebas como el Campeonato Mundial de Superbikes, el Campeonato Mundial de Resistencia, el Campeonato de Europa de Motociclismo o el Campeonato de Europa de Camiones, entre muchas otras. Por el Circuito de Albacete han pasado grandes leyendas y figuras del mundo del motor como Michael Schumacher, Sebastian Vettel, Fernando Alonso, Alex Palou, Pedro Martínez de la Rosa, Valentino Rossi, Alex Criville, Jorge Lorenzo, Marc Márquez o Dani Pedrosa.
En cuanto al deporte rey, el fútbol, el Estadio Carlos Belmonte de Albacete ha albergado hasta la fecha cinco partidos de la Selección Española de Fútbol, clasificatorios para las Eurocopas de Bélgica y Holanda 2000 y de Portugal 2004 y para los Mundiales de Sudáfrica 2010 (en el que España se proclamó Campeona del Mundo) y de Brasil 2014, además de un partido amistoso previo al Mundial de Alemania 2006. El día 15 de octubre de 2013, la Selección Española de Fútbol selló su clasificación para el Mundial de Brasil 2014 en el último partido de la fase de clasificación para el Mundial disputado en el Estadio Carlos Belmonte de Albacete tras vencer a la Selección de Georgia por 2 goles a 0, con el absoluto protagonismo del albaceteño Andrés Iniesta, autor del gol que dio a España el único Mundial de su historia, la Copa del Mundo de Sudáfrica 2010, que volvía a su casa precisamente en el estadio en el que debutó con la Selección el día 27 de mayo de 2006 en un amistoso frente a Rusia previo al Mundial de Alemania.
Partidos de la selección española en Albacete
- Fase de clasificación para la XI Eurocopa Holanda - Bélgica 2000:

| 10 de octubre de 1999, 19:30 | España                               | 3:0 | Israel |                                                                    |                                                                    |
|                              | Morientes 30' · César 38' · Raúl 52' |     |        | Asistencia: 17.524 espectadores Árbitro(s): Helmut Krug (Alemania) | Asistencia: 17.524 espectadores Árbitro(s): Helmut Krug (Alemania) |

- Fase de clasificación para la XII Eurocopa Portugal 2004:

| 12 de octubre de 2002, 21:45 | España                             | 3:0 | Irlanda del Norte |                                                                       |                                                                       |
|                              | Baraja 19' · Guti 59' · Baraja 89' |     |                   | Asistencia: 17.524 espectadores Árbitro(s): Lubos Michel (Eslovaquia) | Asistencia: 17.524 espectadores Árbitro(s): Lubos Michel (Eslovaquia) |

- Amistoso previo al Mundial Alemania 2006:

| 27 de mayo de 2006, 22:00 | España | 0:0 | Rusia |                                                                       |  |
|                           |        |     |       | Asistencia: 17.524 espectadores Árbitro(s): Lopes Ferreira (Portugal) |  |

- Fase de clasificación para el XIX Mundial Sudáfrica 2010:

| 10 de septiembre de 2008, 22:00 | España                                           | 4:0 | Armenia |                                                                     |                                                                     |
|                                 | Capdevila 6' · Villa 15' · Villa 79' · Senna 83' |     |         | Asistencia: 17.524 espectadores Árbitro(s): Tony Asumaa (Finlandia) | Asistencia: 17.524 espectadores Árbitro(s): Tony Asumaa (Finlandia) |

- Fase de clasificación para el XX Mundial Brasil 2014:

| 15 de octubre de 2013, 21:00 | España                 | 2:0 | Georgia |                                                                      |                                                                      |
|                              | Negredo 25' · Mata 60' |     |         | Asistencia: 17.524 espectadores Árbitro(s): Florian Meyer (Alemania) | Asistencia: 17.524 espectadores Árbitro(s): Florian Meyer (Alemania) |

Albacete también ha sido escenario de la Copa Davis. En 2001, el Club de Tenis Albacete acogió, del 21 al 23 de septiembre, la eliminatoria de play-offs del Grupo Mundial entre España y Uzbekistán disputada sobre tierra batida. El equipo español, formado por Juan Carlos Ferrero, Alex Corretja, Joan Balcells y Carlos Moyá, venció 4 a 0 y logró la permanencia en el Grupo Mundial.
| Club de Tenis Albacete, Albacete, España 21 al 23 de septiembre de 2001 Arcilla (Al aire libre) |                       |                                |        |    |    |   |  |  |
| \| 1 \| \| Juan Carlos Ferrero \| 7 \| 6 \| 6 \| \| \| \| \| 1 \| \| Oleg Ogorodov \| 5 \| 2 \| 4 \| \| \| \| \| 2 \| \| Alex Corretja \| 6 \| 6 \| 64 \| 6 \| \| \| \| 2 \| \| Vadim Kutsenko \| 0 \| 2 \| 7 \| 0 \| \| \| \| 3 \| \| Joan Balcells - Alex Corretja \| 5 \| 6 \| 6 \| 6 \| \| \| \| 3 \| \| Vadim Kutsenko - Oleg Ogorodov \| 7 \| 3 \| 4 \| 4 \| \| \| \| 4 \| \| Joan Balcells \| 6 \| 7 \| \| \| \| \| \| 4 \| \| Vadim Kutsenko \| 4 \| 64 \| \| \| \| \| \| 5 \| \| Alex Corretja \| no \| \| \| \| \| \| \| 5 \| \| Oleg Ogorodov \| jugado \| \| \| \| \| \| |                       |                                |        |    |    |   |  |  |
| 1 | Bandera de España     | Juan Carlos Ferrero            | 7      | 6  | 6  |   |  |  |
| 1 | Bandera de Uzbekistán | Oleg Ogorodov                  | 5      | 2  | 4  |   |  |  |
| 2 | Bandera de España     | Alex Corretja                  | 6      | 6  | 64 | 6 |  |  |
| 2 | Bandera de Uzbekistán | Vadim Kutsenko                 | 0      | 2  | 7  | 0 |  |  |
| 3 | Bandera de España     | Joan Balcells - Alex Corretja  | 5      | 6  | 6  | 6 |  |  |
| 3 | Bandera de Uzbekistán | Vadim Kutsenko - Oleg Ogorodov | 7      | 3  | 4  | 4 |  |  |
| 4 | Bandera de España     | Joan Balcells                  | 6      | 7  |    |   |  |  |
| 4 | Bandera de Uzbekistán | Vadim Kutsenko                 | 4      | 64 |    |   |  |  |
| 5 | Bandera de España     | Alex Corretja                  | no     |    |    |   |  |  |
| 5 | Bandera de Uzbekistán | Oleg Ogorodov                  | jugado |    |    |   |  |  |

La Vuelta Ciclista a España ha tenido como salida o meta a la ciudad de Albacete en 42 ocasiones.
Otro de los clásicos de la ciudad es la Media Maratón Internacional Ciudad de Albacete, que se celebra en el mes de mayo por un circuito urbano que transcurre por las calles de la capital. Creada en 1996, es una de las pruebas de media maratón más importantes de España. El 31 de diciembre la ciudad despide el año con la tradicional y multitudinaria Carrera de San Silvestre, de la que destacan los disfraces de los atletas. También destaca la Rexona Street Run 10 km Albacete, una de las ocho pruebas que conforman el Circuito de Carreras de 10 km de la RFEA. Además, se organizan los Juegos Deportivos Municipales de Albacete (cerca de 700 equipos inscritos en 2011).
Recientemente la ciudad ha albergado la Supercopa de España de Balonmano (2008), la Supercopa de España de Voleibol Masculino (2008), el Campeonato de España de Ciclismo en Ruta (2010), el Campeonato del Mundo de Gimnasia en Trampolín (2012) o el Campeonato de España de Media Maratón (2013).

## Instalaciones y espacios deportivos

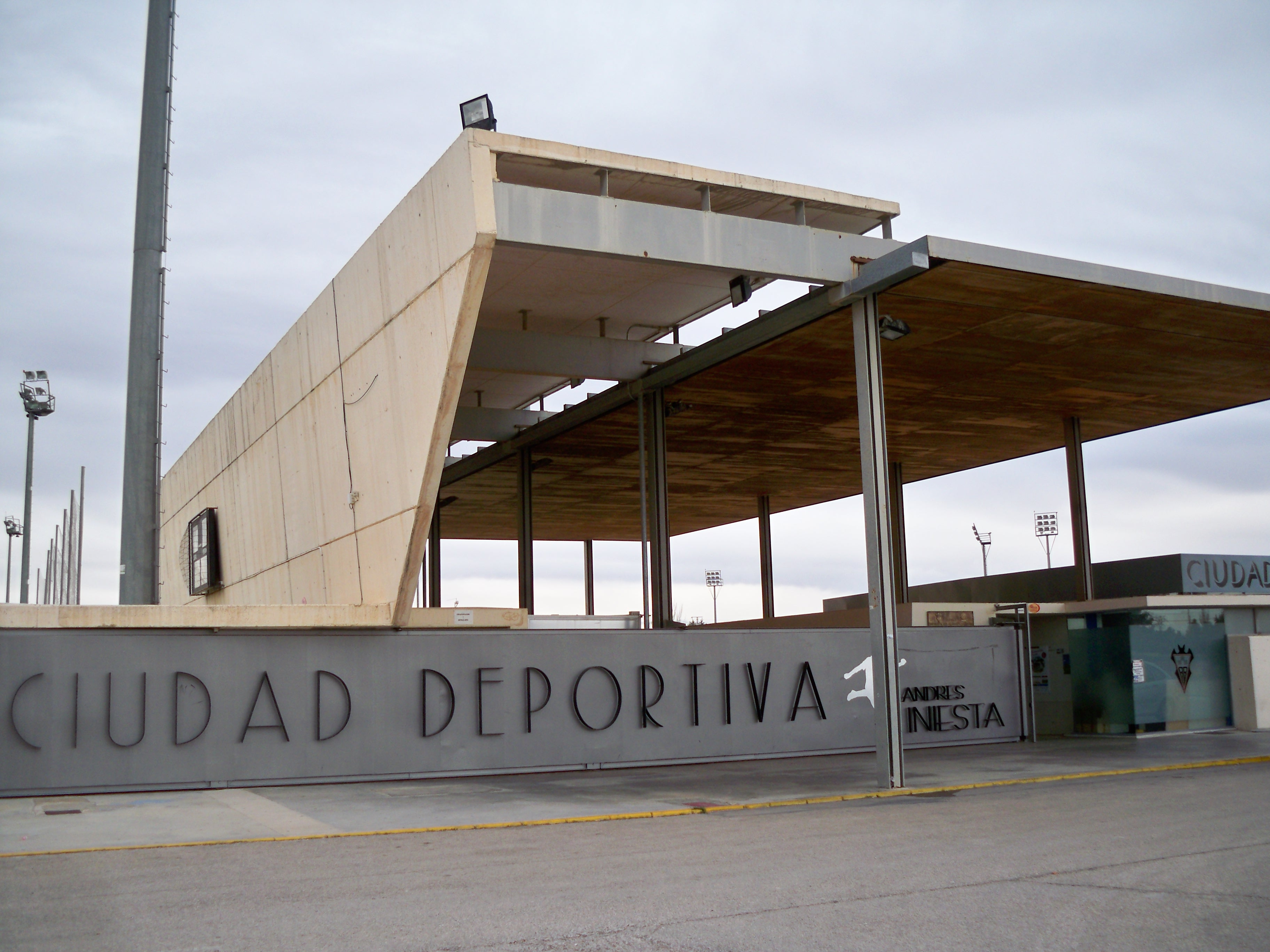
Entrada a la Ciudad Deportiva Andrés Iniesta.

La ciudad cuenta con un considerable número instalaciones deportivas, siendo la mayoría gestionadas por el Instituto Municipal de Deportes (IMD), el cual gestiona 25 instalaciones deportivas de diferente tipo en todo el municipio (como el Complejo Deportivo Carlos Belmonte, Pabellón Universitario de Albacete, el Estadio de Atletismo de Albacete o el Pabellón del Parque), y que convierten a Albacete en una de las ciudades de España que cuenta con un mayor número de instalaciones deportivas por habitante.
No obstante, de entre todas las instalaciones de la ciudad destacan el Circuito de Velocidad de Albacete con capacidad para 9.000 espectadores y que organiza grandes eventos del mundo del motor, el Estadio Carlos Belmonte con capacidad para 17.524 personas, la Ciudad Deportiva (dedicada casi en exclusiva a la práctica del fútbol), las diversas instalaciones del Campus Universitario y el Club de Golf Las Pinaillas, diseñado por el legendario golfista Severiano Ballesteros, a las afueras de la urbe. Además, la urbe manchega cuenta con otros grandes recintos deportivos y de ocio como el Club de Tenis Albacete, el Club Social y Deportivo Los Llanos o la Sociedad Deportiva La Pulgosa Tiro Pichón.
Además, Albacete es la sede de numerosas Federaciones Deportivas de Castilla-La Mancha, como las de Natación, Voleibol, Ajedrez, Triatlón, Actividades Subacuáticas, Tenis, Colombicultura o Gimnasia, algunas de las cuales se concentran en la Casa del Deporte de Albacete.